# Edmilson Carlos Abel
Edmilson Carlos Abel (sinh ngày 23 tháng 2 năm 1974) là một cầu thủ bóng đá người Brasil.

## Sự nghiệp câu lạc bộ
Edmilson Carlos Abel đã từng chơi cho Kawasaki Frontale.

## Thống kê câu lạc bộ

### J.League
| Đội               | Năm       | J.League | J.League | J.League Cup | J.League Cup | Tổng cộng | Tổng cộng |
| Đội               | Năm       | Trận     | Bàn      | Trận         | Bàn          | Trận      | Bàn       |
| ----------------- | --------- | -------- | -------- | ------------ | ------------ | --------- | --------- |
| Kawasaki Frontale | 2001      | 20       | 2        | 4            | 0            | 24        | 2         |
| Tổng cộng         | Tổng cộng | 20       | 2        | 4            | 0            | 24        | 2         |